# Praesus incarnatus
Praesus incarnatus (лат.) — вид клопов, единственный в составе рода Praesus Stål, 1872 из семейства древесных щитников. Эндемики Южной Америки (Колумбия).

## Описание
Длина тела более 1 см. От близких родов отличается следующими признаками: 1-й усиковый сегмент не простирается до вершины головы; по крайней мере, переднеспинка и спинная часть головы кроваво-красного цвета. Торакальный киль отсутствует; крылья нормальные и их костальный край не выпуклый и редко образует бугорок у основания; тело не вдавлено; брюшной шип отсутствует; заднебоковые углы 7-го стернита никогда не выступают виде отростков. Антенны 5-члениковые. Лапки состоят из двух сегментов. Щитик треугольный и достигает середины брюшка, голени без шипов.